# Cybuster
El Cybuster (サイバスター ''Saibasuta?, también llamado Cybaster), es un mecha original creado por Banpresto para la saga de juegos Super Robot Wars.
Fue el primer mecha original creado por Banpresto. Su piloto, Masaki Andoh, fue el primer personaje original. Ambos hicieron su debut en el Super Robot Wars 2 para la NES.
El Cybuster es el Banpresto Original que más apariciones ha hecho en los SRW, además del hecho de ser el único Banpresto Original al que se le ha dedicado un juego: Super Robot Wars Gaiden: Masō Kishin The Lord of Elemental y su remake, Super Robot Wars OG Saga: Masō Kishin The Lord of Elemental (que incluye lo ocurrido en Super Robot Wars Gaiden en la continuidad Original Generation).
El Cybuster del anime posee un diseño y habilidades muy distintos a las del videojuego. Esta versión del Cybuster también fue usada en el videojuego para la PlayStation, Shin Masō Kishin Panzer Warfare, otro juego creado por Banpresto, pero que no está relacionado con los SRW.

## Descripción
El Cybuster posee un diseño muy parecido al de un caballero con rasgos de dragón, y su color principal es el plata. Algunas partes de su cuerpo, como el fuselaje, son de color violeta, y posee algunas partes rojas. Sus garras son de color amarillo y posee unos cuantos cristales de color esmeralda. Tiene tres pares de alas en su espalda, y una cola que se transforma en la cabeza del Cybird. Está armado con una gigantesca espada llamada Discutter (Zephyr Sword en la versión americana).

## La Divinidad del Viento
El Cybuster es uno de los cuatro Masō Kishin (Máquinas Elementales Divinas) creados por el Reino de Langran, siendo la más rápida de las unidades (de hecho, es uno de los mechas más veloces jamás creado), y al ser la última en ser construida, es considerado como el más poderoso de los cuatro. Debido a que está bendecido con los poderes del Dios del Viento, Cyfis, es conocido como la Divinidad del Viento. Es uno de los diecisiete Masōki (Máquinas Elementales) diseñados por Wendy Rasm Ignart para evitar la resurrección del Dios de la Destrucción, Shiva Volkruss y sus sirvientes.
Su sistema mecánico es similar al de los otros Masōki, salvo por la diferencia de que es la única unidad capaz de transformarse (modo Cybird) y por el hecho de que todos sus sistemas están controlados por la computadora Demon Laplace, la cual dicen es capaz de predecir el futuro (esta habilidad solo funciona en el modo de posesión completa). Sin embargo, el Cybuster es el Masōki que más energía consume, debido a que su Convertidor de Prana tiene una potencia de salida bastante alta, por lo tanto, solo alguien con un prana demasiado alto es capaz de controlarlo. Esto, y el hecho de que Cyfis es el más mezquino de los Dioses Elementales, hicieron que el Cybuster estuviera desactivado mucho tiempo, hasta la llegada de Masaki a La Gias.
Durante sus primeras apariciones en la tierra, el Cybuster fue designado por la Federación Terrestre como el AGX-005, una unidad Aerogater, pero después de verlo luchar en contra de los aliens, esta información fue declarada errónea.

## Habilidades Especiales
El Cybuster es capaz de transformarse en un modo de vuelo conocido como Cybird, en el cual toma la forma de un ave. En este modo su velocidad aumenta terriblemente y es capaz de maniobrar en cualquier tipo de atmósfera, convirtiéndolo en una de las unidades más rápidas conocidas en el universo de los mechas. Sin embargo, en el modo Cybird solo pocas armas están disponibles.
Además de la capacidad de transformarse, el Cybuster posee la habilidad de auto-repararse, aunque esta no sea reflejada en los videojuegos (salvo en el SRW Gaiden). Y de los cuatro Masō Kishin, el Cybuster es el único que ha demostrado poseer la habilidad de viajar entre dimensiones por su propia cuenta, sin necesitar ningún portal o algo por el estilo.
Todos los Masō Kishin tienen la habilidad de “poseer” a su piloto usando el Espíritu Seirei o Dios Elemental que los bendice, dándole al piloto la habilidad de desbloquear al máximo los poderes de la unidad; a esto se le llama el modo de Posesión Completa. Sin embargo, el Cybuster es el único que la ha manifestado de momento. En el modo de Posesión Completa, el Cybuster puede manipular directamente los Registros Akashicos, ganando pleno control de la ley de causa y efecto. En SRW Gaiden, durante su segundo enfrentamiento contra el Granzon en La Gias, Cyfis, a través de la computadora Demon Laplace, poseyó a Masaki, dándole la oportunidad de derrotar al Granzon de un solo golpe (algo virtualmente imposible). Sin embargo, esto demostró que el modo de Posesión Completa tiene efectos mortales en los pilotos, ya que dreno casi totalmente el prana de Masaki, casi matándolo. En los SRW Alpha y Alpha Gaiden, Cyfis eventualmente vuelve a poseer a Masaki, aunque esta segunda posesión es menos poderosa, pero no posee ningún efecto secundario.

## Especificaciones del Masō Kishin Cybuster\Cybird
Tamaño: 28.48m 

Peso: 38.4t 

Sistema de Armas (Antes del Fortalecimiento):
- Misiles Calóricos:
Misiles estándar de alta clase utilizados en batalla de rango. En SRW Alpha Gaiden, SRW Original Generations y SRW Original Generation Gaiden, los misiles son de energía en vez de físicos. Esta arma puede ser usada en el modo Cybird.

- Discutter: 
Espada estándar usada por los Masōki de viento. Esta hecha de una cota especial de Zol Orichalconium (Orichalconium refinado). Masaki usa la velocidad del Cybuster para hacer un daño bastante considerable. En Alpha Gaiden es revelado que el Cybuster invoca la espada en lugar de cargarla. En la versión americana, esta espada es llamada Zephyr Sword.

- Familiar: 
Par de mini jets que son invocados por el Cybuster (aparentemente están en su interior) que atacan al enemigo por todas direcciones, similar a los funnel de algunos Gundam. Los Familiar del Cybuster lanzan proyectiles de energía. Estos jets no son controlados por Masaki, sino por sus espíritus familiares, los gatos Shiro y Kuro. Esta arma solo ha sido vista en el SRW Gaiden.

- Akashic Buster: 
Una de las armas más fuertes del Cybuster, de naturaleza más fantástica que tecnológica. El Cybuster hace girar su espada y luego la clava en el suelo, creando un pentagrama y empieza a emanar prana, canalizándolo a través de su espada. En SRW OG Saga, el Cybuster invoca el pentagrama de forma diferente, invocándolo desde su mano derecha y luego golpeándolo con su puño izquierdo pare emitir el prana desde este. El prana es liberado con la forma de una gigantesca ave de fuego, que ataca al oponente, destruyéndolo en el acto, o al menos, dejándolo seriamente dañado. Esta arma es vista en los primeros SRW.

- Cyflash: 
Posiblemente la más notable de las armas del arsenal de Masaki, esta arma MAP consiste en una gran emanación esférica de prana, que es emitida de la Discutter (o la Vanity Ripper), destruyendo a todos las unidades en su rango de acción. Esta versión del Cyflash es solo vista en las dos versiones de The Lord of Elemental.

- Cosmo Nova: 
El ataque final y más poderoso del Cybuster. El Cybuster lleva sus brazos al pecho, creando cuatro esferas con una inmensa concentración de prana. Luego las lanza al oponente, mientras las esferas se funden en una; entonces la víctima es abducida y obliterada por la poderosa explosión, equiparable a la destrucción de una estrella. En SRW Original Generations, Original Generation Gaiden y el anime, Divine Wars, la Cosmo Nova es vista como una lluvia de energía que rodea a su oponente en lugar de las esferas de prana. Esta arma es una de las más poderosas instaladas en un mecha, pero solo puede ser usada una vez, luego de lo cual el Cybuster debe ser recargado.

Sistema de Armas (Después del Fortalecimiento):
Luego de su fortalecimiento (que es reflejado en los juegos cada vez que el jugador mejora sus unidades), el Cybuster reemplaza algunas de sus técnicas por otras más poderosas:
- Vanity Ripper: 
La versión mejorada de la Discutter. Todo lo que es destruido por la Vanity Ripper se vuelve polvo. En OG Saga, se revela que la Vanity Ripper en realidad es una espada compuesta por otras dos más ligeras. Masaki usa esta dos espadas para dar el golpe inicial, para luego combinarlas, saltar por los cielos y destruir a su oponente con un ataque fulminante (este ataque es parecido al ataque que Masaki usa en Alpha Gaiden con la Discutter del Jaohm). Esta espada solo ha sido vista en SRW Gaiden y OG Saga.

- High Familiar: 
Versión mejorada de los Familiar. Esta arma puede ser usada en el modo Cybird. Junto al Cyflash y el Akashic Buster, esta arma fue mejorada antes de que Masaki llegara a la Tierra.

- Akashic Buster (Versión Verdadera): 
Una versión mejorada del Akashic Buster. El Cybuster hace girar la espada y luego la clava en el aire, creando un pentagrama, mientras comienza a canalizar prana. Al enterrar más profundamente la espada dentro del pentagrama, el ave de fuego es liberada y enviada al oponente. El Cybuster entonces cambia al modo Cybird y sigue al ave a toda velocidad, fusionándose con esta; las llamas cambian a color azul, y la velocidad del Cybird incrementa terriblemente, mientras destruye todo a su paso, para luego estrellarse contra el oponente. Junto al Cyflash y los High Familiar, esta arma fue mejorada antes de que Masaki llegara a la Tierra.

- Cyflash: 
La versión mejorada del Cyflash, que puede ser usada aun moviéndose a altas velocidades, y el hecho de que solo afecte a las unidades enemigas, dejando intactas a las unidades aliadas, y además de que puede ser usada en el modo Cybird, hacen del Cyflash una de las armas más útiles en toda la serie de juegos de SRW. Junto a los High Familiar y el Akashic Buster, esta arma fue mejorada antes de que Masaki llegara a la Tierra.''

- Discutter, Ranbu No Tachi (Ferviente Danza de Espadas): 
Uno de los ataques finales más poderosos del Cybuster, que Masaki aprenderá luego de su entrenamiento en la Dimensión de los Elementos (en SRW Gaiden y OG Saga, en SRW Alpha Gaiden la aprenderá debido a los cambios del flujo temporal) cuando logra sincronizarse casi al 100% con Cyfis. Usando su espada, Masaki comienza a canalizar prana alrededor del cuerpo del Masō Kishin. El Cybuster entonces embiste a su oponente a una increíble velocidad, atacándolo viciosamente, mientras la velocidad aumenta gradualmente, dando la ilusión de que cientos de Cybuster atacasen a la vez, hasta que se vuelve tan rápido, que simplemente se hace imperceptible al ojo humano o a cualquier radar. Mientras ataca, va dejando líneas de vapor, que eventualmente formaran un pentagrama. Al completarse este, el Cybuster atacara con un corte final, rompiendo a la indefensa víctima en miles de pedazos. Este ataque solo se ha visto en SRW Gaiden, en SRW Alpha Gaiden y en SRW OG Saga: Masō Kishin: The Lord of Elemental.

- Datos: Q1987510